# Common Open Software Environment
El Common Open Software Environment (COSE) va ser una iniciativa formada el març de 1993 pels principals venedors d'Unix de l'època per crear estàndards ed sistema operatiu (SO) obert i unificat.

## Rerefons

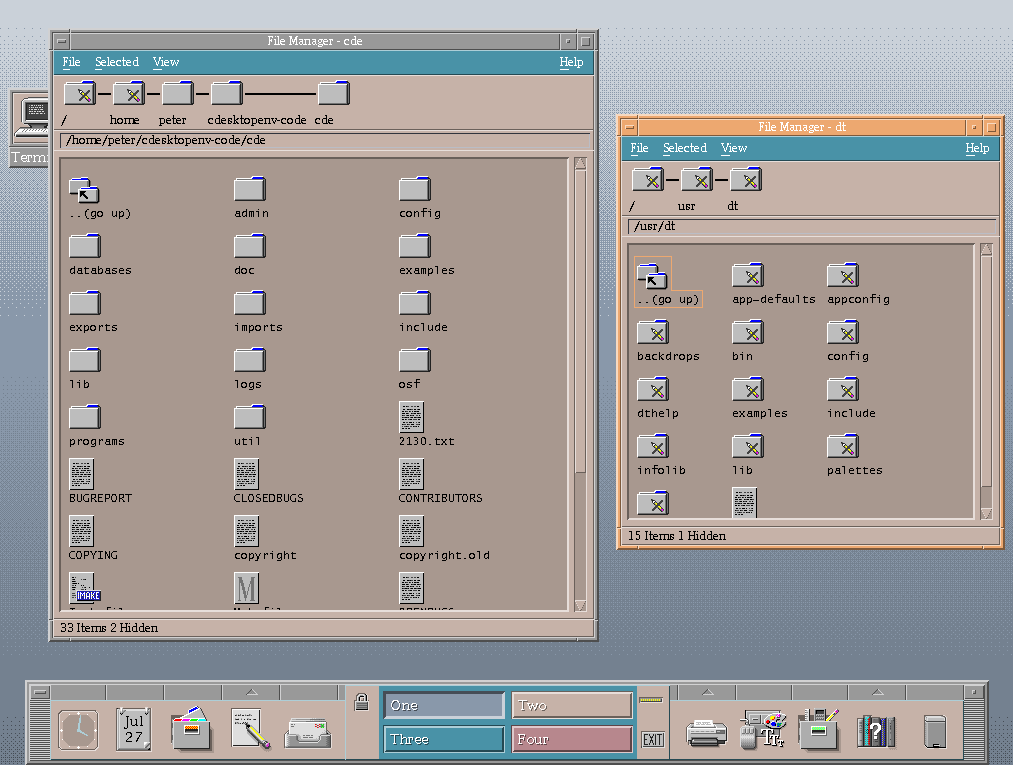
The Common Desktop Environment, one part of the COSE initiative

El procés COSE es va establir durant un temps en què les "guerres Unix" s'havien convertit en un impediment per al creixement d'Unix. Microsoft, ja dominant a l'escriptori corporatiu, estava començant a fer una oferta per dos punts forts d'Unix: estacions de treball tècniques i el centre de dades empresarial. A més, Novell estava veient la seva base instal·lada NetWare erosionant-se constantment a favor de les xarxes basades en Microsoft; com a part d'un enfocament polifacètic per lluitar contra Microsoft, havien recorregut a Unix com a arma, havent format recentment una associació relacionada amb Unix amb AT&T coneguda com Univel.
A diferència d'altres esforços d'unificació d'Unix que el van precedir, COSE es va destacar de dues maneres: no es va formar en oposició a un altre conjunt de venedors d'Unix, i estava més orientat a fer estàndards de tecnologies existents que a crear noves ofertes des de zero.
Els membres inicials, (coneguts com "The Big Six" o "SUUSHI"), eren:
- Santa Cruz Operation
- Unix System Laboratories
- Univel
- Sun Microsystems
- Hewlett-Packard
- IBM

Aquests representaven els principals proveïdors de sistemes i sistemes operatius Unix de l'època, així com els titulars de la marca Unix i del codi font derivat d'AT&T. També representaven gairebé tots els actors clau de les dues grans faccions Unix de finals dels anys vuitanta i principis dels noranta, l'OSF i Unix International (UI). Destaca en la seva absència el cofundador d'OSF Digital Equipment Corporation; Finalment, Digital va anunciar el seu aval al procés COSE el juny següent.
Les àrees d'enfocament anunciades per COSE eren: un entorn d'escriptori comú; treball en xarxa; gràfics; multimèdia; tecnologia basada en objectes; i, gestió de sistemes. L'1 de setembre de 1993 també es va anunciar que els venedors de COSE estaven desenvolupant una especificació Unix unificada amb el suport de més de 75 empreses.

## Estandardització Unix
A diferència de l'OSF o la IU, la iniciativa COSE no tenia l'encàrrec de crear o promoure un únic sistema operatiu. El seu enfocament va ser, en canvi, examinar i documentar les interfícies del sistema operatiu que ja utilitzen els proveïdors de programari Unix de l'època. Aquesta llista resultant, coneguda originalment com "Spec 1170", va evolucionar fins a convertir-se en el que ara es coneix com a especificació Unix únic.
L'Spec 1170 (sense relació amb l'organització de benchmarking SPEC) va rebre el nom dels resultats del primer esforç de COSE per determinar quines interfícies Unix estaven realment utilitzades; la inspecció d'una gran mostra d'aplicacions Unix actuals va descobrir 1.170 d'aquestes trucades de sistemes i biblioteques. Com era d'esperar, el nombre real d'interfícies catalogades va continuar creixent amb el temps.
La gestió de l'especificació es va donar a X/Open. L'octubre de 1993, es va anunciar que la marca registrada UNIX, que en aquell moment era propietat de Novell, seria transferida a X/Open. Aquests desenvolupaments van fer que la marca UNIX ja no estigués lligada a una implementació de codi font; Ara qualsevol empresa podria crear una versió del sistema operatiu compatible amb l'especificació UNIX, que seria apte per a la marca UNIX.

## Entorn d'escriptori comú
A més de l'obertura i estandardització de la marca UNIX, el producte més destacat de la iniciativa COSE va ser el Common Desktop Environment, o CDE. CDE era un entorn d'usuari basat en X11 desenvolupat conjuntament per HP, IBM i Sun, amb una interfície i eines de productivitat basades en el conjunt d'eines de giny gràfic Motif d'OSF.